# مايكل غولدن
مايكل غولدن (بالإنجليزية: Michael Golden)‏ هو فنان أمريكي، ولد في 1 أكتوبر 1945.